# هیوندای آی۲۰ کوپه دبلیوآرسی
هیوندای آی۲۰ کوپه دبلیوآرسی (در اصل با نام هیوندای نسل جدید آی۲۰ دبلیوآرسی شناخته می‌شود) یک خودرو رالی جهانی است که توسط گروه هیوندای موتور برای استفاده در رالی قهرمانی جهان مابین سال‌های ۲۰۱۷ تا ۲۰۲۱ استفاده می‌شد، ساخته شده است. این خودرو بر اساس خودروی کامپکت کوچک هیوندای آی۲۰ ساخته شده است و جانشین هیوندای آی۲۰ دبلیوآرسی شده بود که بین سال‌های ۲۰۱۴ و ۲۰۱۵ مورد استفاده قرار گرفت.

## نتایج مسابقات رالی جهان

### عناوین قهرمانی
| سال  | عنوان قهرمانی              | رقابت کننده        | ورودی‌ها | بردها | سکوها | امتیازات |
| ---- | -------------------------- | ------------------ | ------- | ----- | ----- | -------- |
| ۲۰۱۹ | قهرمانی جهان برای سازندگان | هیوندای موتوراسپرت | ۳۹      | ۴     | ۱۳    | ۳۸۰      |
| ۲۰۲۰ | قهرمانی جهان برای سازندگان | هیوندای موتوراسپرت | ۲۱      | ۳     | ۱۱    | ۲۴۱      |